# Норман, Бертиль
Бертиль Норман (швед. Bertil Norman, 29 июня 1929) — шведский ориентировщик, победитель чемпионата мира по спортивному ориентированию 1966 года в эстафете.

## Чемпионаты мира
На первом чемпионате мира 1966 года в финском Фискарсе в составе эстафетной команды Швеции (Бертиль Норман, Карл Юханссон, Андерс Морелиус, Ёран Элунд) завоевал золотые медали.

## Чемпионаты Европы
Бертиль Норман участник первых двух чемпионатов Европы 1962 и 1964 годов. Обладатель серебряной медали в индивидуальной гонке на первого чемпионата Европы.
Двукратный призёр чемпионатов Европы в эстафете.

## Национальное первенство
Несколько раз, начиная с 1947 года, становился победителем национального чемпионата по спортивному ориентированию. В 1968 году стал победителем на ночной дистанции (англ. Night Orienteering), когда ему было почти 40 лет.
Три раза (1961, 1962, 1964) был признан «Ориентировщиком года» (норв. Årets orienterare).